# Saint-Thélo
Saint-Thélo é uma comuna francesa na região administrativa da Bretanha, no departamento Côtes-d'Armor. Estende-se por uma área de 14,77 km². Em 2010 a comuna tinha 421 habitantes (densidade: 28,5 hab./km²).